# Ковалёв, Иван Николаевич
Иван Николаевич Ковалёв — советский хозяйственный деятель, Герой Социалистического Труда.

## Биография
Родился в 1937 году в селе Чемлыж. Член КПСС.
В 1953—1958 годах — прицепщик, тракторист совхоза «Революция» Севского района Брянской области.
В 1958—1961 годах — военнослужащий Советской армии.
В 1961—1997 годах — тракторист, звеньевой механизированного картофелеводческого звена совхоза «Добрунь» Севского района Брянской области.
Указом Президиума Верховного Совета СССР от 8 апреля 1971 года присвоено звание Героя Социалистического Труда с вручением ордена Ленина и золотой медали «Серп и Молот».
Делегат XXVI съезда КПСС.
Умер в 2000 году в Севском районе Брянской области.

## Награды и звания
- Герой Социалистического Труда (08.04.1971)
- Орден Ленина (08.04.1971)
- Орден Знак Почёта (30.04.1966)